# Wertigkeit (Chemie)
Die Wertigkeit oder auch Valenz eines Atoms ist die höchste Anzahl einwertiger Atome (ursprünglich Wasserstoff und Chlor), die mit einem Atom eines chemischen Elementes gebunden werden kann.
Die Wertigkeit bzw. die Valenzlehre wurde 1852 vom englischen Chemiker Edward Frankland eingeführt, vielfach erweitert und steht nun in verschiedenen Bereichen der Chemie je nach Kontext für folgende Begriffe:
- Ionenwertigkeit (Ionenladung, siehe Ladungszahl)
- Bindigkeit (Bindungswertigkeit, Bindefähigkeit, Kovalenz)
- koordinative Wertigkeit (Koordinationszahl)
- elektrochemische Wertigkeit oder Oxidationszahl